# Carin Carlsson (konstnär)
Carin Carlsson, född 1963 i Lund, är en svensk konstnär, verksam i Malmö. Hon arbetar främst med måleri, skulptur och fotografi. Carlsson var tidig med att introducera datorgrafik på den svenska konstscenen, en praktik hon började utveckla under studier vid University of California, Los Angeles (UCLA). Ett tidigt exempel är serien av digitalt sammansmälta fotoporträtt som ställdes ut under namnet CAICAN på galleri Andréhn-Schiptjenko 1992.
Carlssons verk finns representerade i samlingarna vid Moderna Museet i Stockholm, Göteborgs konstmuseum och Malmö Konstmuseum.

## Utbildning
Carin Carlsson är utbildad vid Konstskolan Forum i Malmö (nuvarande Malmö konsthögskola) under 1980-talet, en period då bland andra Ola Billgren undervisade vid skolan. I början av 90-talet fördjupade hon sig även i datorgrafik vid UCLA i Los Angeles.

## Karriär
Carlsson har ställt ut på gallerier som Andréhn-Schiptjenko i Stockholm, Galleri Bengt Adlers i Malmö, samt hos Lindblad–Thordén i Göteborg. Hon har även medverkat i internationella utställningar, såsom på The Rag Factory i London 2015 där hon ställde ut serien Ode to unwanted noses. År 2025 visades hennes videoverk Touch Me Like Your iPhone på La Cité internationale des arts i Paris.
Carlssons konst har ofta uppmärksammats för sin kombination av humor och samhällskritik. Hennes arbete behandlar teman som massmedia, skönhetsindustrin och den kroppsliga erfarenheten av det samtida samhället, ofta med fokus på ämnen som traditionellt betraktas som tabubelagda. I sina fotografiska verk rör hon sig ofta mellan dokumentärt och iscensatt uttryck, såsom i utställningarna Illustrerad lagbok och Check-in Check-out.